# Denominación común internacional

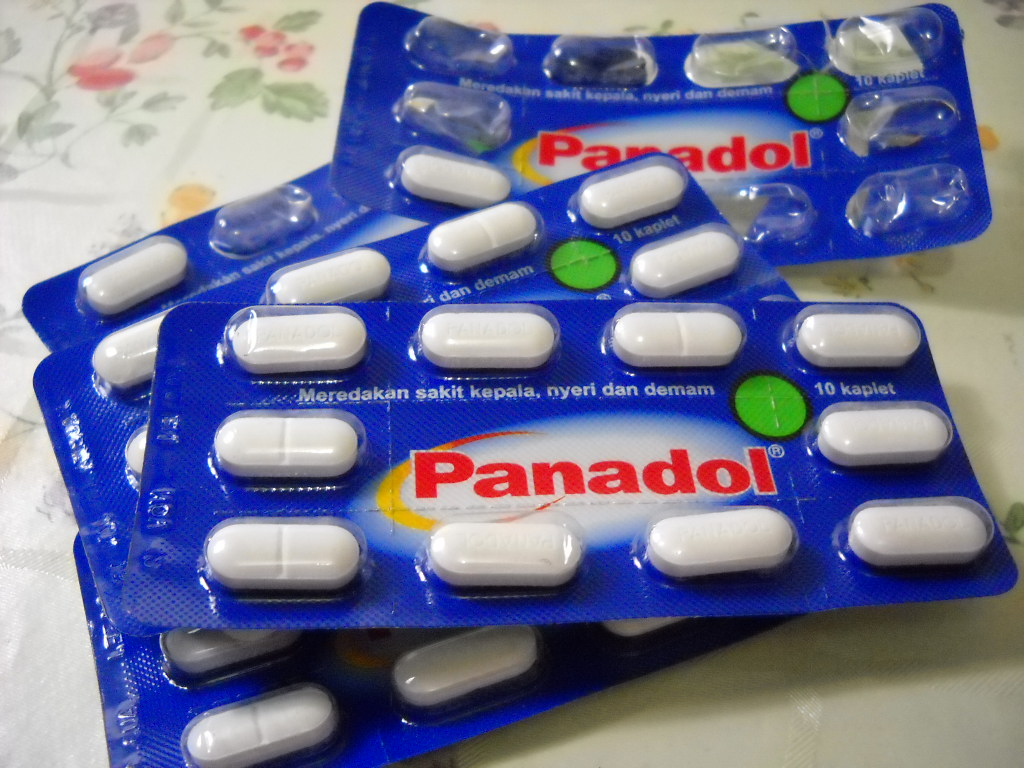
Paracetamol, DCI del producto que, en algunos países, se vende bajo el nombre comercial Panadol.

La Denominación Común Internacional, conocida por sus siglas DCI (también INN, del inglés International Nonproprietary Name), es el nombre oficial no comercial o genérico (no el nombre comercial) que asigna la Organización Mundial de la Salud a cada sustancia farmacológica. Fue establecido por el Comité de Nomenclaturas de la Organización Mundial de la Salud en su resolución WHA3.11 en 1950, siendo publicada la primera lista en 1953.  Existen alrededor de 13000 sustancias con DCI, agregándose alrededor de 400 cada año.
Una sustancia farmacéutica puede ser conocida por varios nombres químicos, uno o más códigos de investigación, sinónimos, un nombre oficial (como mínimo) y varios nombres registrados o marcas comerciales en distintos países. Disponer de nombres estándar inequívocos para cada fármaco (normalización de la nomenclatura farmacológica) es importante porque un fármaco puede venderse bajo muchas marcas diferentes, o un medicamento de marca puede contener más de un fármaco. Por ejemplo, los medicamentos de las marcas comerciales Ozempic, Rybelsus y Wegovy, contienen el mismo principio activo: semaglutida.  La precisión, uniformidad y aceptación internacional de las DCI las convierten en el medio ideal de comunicación entre médicos y otros profesionales de la salud de distintos países, por lo que resultan esenciales en los documentos oficiales y en las publicaciones médicas.
Además facilitan la adscripción de los fármacos al grupo farmacológico al que pertenecen o agente activo que contiene, por lo que es recomendable su uso en la enseñanza de la medicina, farmacología, libros de texto y, en general, en la práctica médica. Las marcas son de uso preferente en el mundo de la industria farmacéutica, pero también para los médicos las marcas ofrecen ventajas de tipo no comercial en algunas situaciones concretas. Las DCI constituyen una propuesta más universal para estandarizar la nomenclatura de los fármacos puesto que la DCI de cada fármaco es única, pero puede contener una raíz o lexema compartida con otros fármacos de la misma clase; por ejemplo, los betabloqueantes metoprolol, bisoprolol y atenolol comparten el sufijo -olol, y las benzodiacepinas lorazepam y diazepam comparten el sufijo -azepam.
La OMS publica las DCI en inglés, latín, francés, ruso, español, árabe y chino, y las DCI de un medicamento suelen coincidir en la mayoría o en todas las lenguas, con pequeñas diferencias ortográficas o de pronunciación, por ejemplo: paracetamol (en) paracetamolum (la), paracétamol (fr) y парацетамол (ru). Una DCI establecida se conoce como DCI recomendada (rINN), mientras que una denominación aún en estudio se denomina DCI propuesta (pINN).
El DCI ha permitido que las autoridades sanitarias de diversos países puedan elaborar un formulario nacional de medicamentos con el fin de uniformar las compras y prescripciones de medicamentos, así como facilitar la calidad de su producción y elaboración. Las denominaciones comunes nacionales como British Approved Names (BAN), Dénominations Communes Françaises (DCF), Japanese Adopted Names (JAN) y United States Adopted Names (USAN) son hoy en día, salvo raras excepciones, idénticas a la DCI.

## Ejemplo
- DCI : Paracetamol
- Nombre Británico Aprobado (BAN): Paracetamol
- United States Adopted Name (USAN): Acetaminophen
- Nombres comerciales: Tylenol®, Gelocatil®, Efferalgan®, Panadol®, Panamax®, Perdolan®, Calpol®, Doliprane®, Tachipirina®, Ben-u-ron®,Atasol®,Tapsin, DOLEX®, SC®, Zolben®, Dolsom
- Nomenclatura IUPAC: N-(4-hidroxifenil)etanamida

## Raíces en la DCI
Los medicamentos de la misma clase terapéutica o química suelen recibir nombres con la misma raíz. En la mayoría de los casos, las raíces se colocan al final de la palabra, pero en algunos casos se utilizan raíces al principio y muy ocasionalmente pueden encontrarse en mitad de la palabra. Se recopilan en una publicación conocida informalmente como el Stem book.
Algunos ejemplos (en español) son:
- -anib para inhibidores de la angiogénesis (por ejemplo, pazopanib)

- -anserina para antagonistas de receptores de serotonina, especialmente antagonistas 5-HT2 (p. ej. ritanserina y mianserina)
- -arit para agentes antiartríticos (por ejemplo, lobenzarit)
- -asa para enzimas (por ejemplo, alteplasa)
- -azepam o -azolam para las benzodiacepinas (por ejemplo, diazepam y alprazolam)
- -caína para los anestésicos locales (por ejemplo, procaína)
- cef- para cefalosporinas (e.g. cefalexina)
- -coxib para los inhibidores de la COX-2, un tipo de antiinflamatorios (por ejemplo, celecoxib)
- -grel o -grel para inhibidores de la agregación de plaquetas (por ej. anagrelida, cangrelor y clopidogrel)
- -mab para anticuerpos monoclonales (por ejemplo, infliximab); véase Nomenclatura de anticuerpos monoclonales
- -nab- o nab- para agonistas de receptores cannabinoides (por ejemplo, cannabidiol, dronabinol, nabilona)
- -olol para betabloqueantes (por ejemplo, atenolol)
- -pril para los inhibidores de la ECA (por ejemplo, captopril)
- -sartán para los antagonistas de los receptores de la angiotensina II (p. ej. losartán)
- -tinib para los inhibidores de la tirosina quinasa (p. ej., imatinib)
- -vastatina para los inhibidores de la HMG-CoA reductasa, un grupo de agentes reductores del colesterol (por ejemplo, atorvastatina y simvastatina)
- -vir para los antivirales (por ejemplo, aciclovir o ritonavir)

## Escuela de DCI
La Escuela de DCI es una iniciativa del Programa de Denominaciones Comunes Internacionales de la OMS lanzada en 2019, cuyo objetivo es proporcionar información a estudiantes de farmacia y medicina, así como profesionales de la salud y otras partes interesadas, sobre cómo se diseña y construye una DCI.
Los usuarios pueden realizar cursos autoadministrados sobre varios temas. Por ejemplo, el curso Introducción a la nomenclatura de medicamentos y DCI ofrece al usuario una visión general de la nomenclatura de medicamentos y de cómo se obtiene y construye la DCI. El curso Aprendizaje de farmacología clínica (clasificación ATC, sistema DCI) proporciona al alumno los primeros pasos para aprender farmacología utilizando la raíz de DCI.
Los alumnos registrados pueden beneficiarse de muchos otros cursos que ofrece la Escuela de DCI, como cursos como Stem in a pill, en el que cada tema o curso contiene información que correlaciona la DCI y la farmacología para un raíz determinada, incluyendo indicaciones, mecanismo de acción, farmacocinética, contraindicaciones, interacciones farmacológicas, etc, para los medicamentos que comparten una raíz.
También hay una sección «How to...» sobre los servicios del Programa INN y MedNet INN, que permite realizar búsquedas en la base de datos INN para recuperar información sobre INN, su información química y los códigos ATC, entre otras cosas.
La Escuela de INN ha creado centros piloto en colaboración con varias universidades de todo el mundo: University of the Western Cape, Sudáfrica, Università del Piemonte Orientale, Italia, Université Grenoble Alpes, Francia y Universidad Ramon Lull y Universidad de Alcalá, en España. Estos centros piloto participan en la difusión del uso de las DCI, la enseñanza basada en ellas y las actividades de investigación relacionadas.